# 姜起潤
姜起潤（：／ Kang Ki-youn，1960年6月4日—），大韓民國保守派政治人物，第19、21屆國會議員。